# Shmuel Melika
Shmuel Melika (Tel Aviv, 1º gennaio 1947 – 16 agosto 2011) è stato un calciatore israeliano, di ruolo portiere.